# 김승희 (1954년)
김승희(金承禧, 1954년 2월 6일~)는 대한민국의 약사, 정치인으로 새누리당 20대 비례대표 국회의원이었으며 윤석열 정부의 두 번째 보건복지부 장관 후보자였다.

## 학력
- 경기여자고등학교
- 서울대학교 약학대학 약학 학사
- 서울대학교 약학대학원 약학 석사
- 1981년 ~ 1987년: 노트르담 대학교 대학원 화학 박사

## 경력
- 1987년 ~ 1988년: 미국 위스콘신대학교 연구원
- 1988년 7월: 보사부 국립보건안전연구원 독성부 일반독성과 보건연구관
- 1997년 6월: 식품의약품안전본부 독성연구소 생화학약리과 과장
- 2001년 1월: 국립독성연구소 병리부 종양병리과 과장
- 2004년 7월: 식품의약품안전평가원 유효성연구부 생명공학지원과 과장
- 2005년 1월: 식품의약품안전평가원 독성연구부 부장
- 2008년 8월: 식품의약품안전청 생물의약품국 국장
- 2009년 4월: 식품의약품안전평가원 원장
- 2011년 12월 ~ 2013년 3월: 식품의약품안전청 차장
- 2013년 3월: 식품의약품안전처 차장
- 2015년 4월 ~ 2016년 3월: 식품의약품안전처장
- 2016년 5월 ~ 2017년 2월: 제20대 새누리당 국회의원(비례대표)
- 2016년 6월 ~ 2017년 2월: 새누리당 민생특별위원회 위원
- 2016년 6월 ~ 2017년 2월: 새누리당 미래먹거리특별위원회 바이오분과 위원장
- 2016년 6월 ~ 2018년 5월: 제20대 국회 전반기 보건복지위원회 위원
- 2016년 7월 ~ 2018년 9월: 국회공직자윤리위원회 위원
- 2016년 7월 ~ 2017년 2월: 제20대 국회 민생경제 특별위원회 위원
- 2017년 1월 ~ 2017년 2월: 새누리당 정책개발단 위원
- 2017년 2월: 새누리당 당헌당규개정특별위원회 위원
- 2017년 2월: 새누리당 보건복지위원회 정책조정위원회 부위원장
- 2017년 2월 ~ 2020년 2월: 제20대 국회의원(비례대표/자유한국당)
- 2017년 2월 ~ 2017년 8월: 자유한국당 민생특별위원회 위원
- 2017년 2월 ~ 2017년 8월: 자유한국당 미래먹거리특별위원회 위원
- 2017년 2월 ~ 2017년 5월: 자유한국당 정책개발위원회 위원
- 2017년 2월: 자유한국당 당헌당규개정특별위원회 위원
- 2017년 2월 ~ 2017년 8월: 자유한국당 보건복지위원회 정책조정위원회 부위원장
- 2017년 2월 ~ 2017년 6월: 제20대 국회 민생경제 특별위원회 간사
- 2017년 3월 ~ 2017년 7월: 자유한국당 인재영입위원회 위원
- 2017년 4월 ~ 2017년 5월: 자유한국당 중앙선거대책위원회 중앙직능대책위원회 제5본부장
- 2017년 6월 ~ 2018년 9월: 자유한국당 서울특별시당 양천갑 당협위원장
- 2017년 7월 ~ 2018년 5월: 제20대 국회 여성가족위원회 위원
- 2017년 12월: 자유한국당 중앙직능위원회 보건위생분과 위원장
- 2017년 12월 ~ 2018년 5월: 제20대 국회 미세먼지 대책 특별위원회 간사
- 2017년 12월: 자유한국당 국민공감전략위원회 위원장
- 2017년 12월 ~ 2018년 5월: 제20대 국회 운영위원회 위원
- 2017년 12월 ~ 2018년 12월: 자유한국당 원내부대표
- 2018년 4월 ~ 2018년 6월: 제7회 전국동시지방선거 자유한국당 김문수 서울시장 후보 선거대책위원회 미세먼지대책위원회 위원장
- 2018년 4월 ~ 2018년 6월: 제7회 전국동시지방선거 자유한국당 김문수 서울시장 후보 선거대책위원회 부위원장
- 2018년 7월 ~ 2019년 12월: 제20대 국회 후반기 운영위원회 위원
- 2018년 7월 ~ 2020년 3월 : 제20대 국회 후반기 보건복지위원회 위원
- 2018년 7월 ~ 2019년 5월: 제20대 국회 후반기 예산결산특별위원회 위원
- 2018년 10월 ~ 2019년 6월: 제20대 국회 후반기 윤리특별위원회 간사
- 2018년 12월: 제20대 국회 대법관(김상환) 임명동의에 관한 인사청문특별위원회 위원
- 2018년 12월: 자유한국당 원내대표-정책위의장 경선 선거관리위원
- 2018년 12월 ~ 2020년 2월: 자유한국당 서울시당 양천(갑) 당협위원장
- 2019년 3월: 자유한국당 미세먼지특별위원회 위원
- 2019년 3월: 자유한국당 당대표 특별보좌역
- 2019년 6월 ~ 2019년 9월: 자유한국당 2020 경제대전환 위원회 지속가능한 복지 분과위원
- 2019년 12월 ~ 2020년 2월: 자유한국당 인재영입위원회 위원
- 2020년 1월 ~ 2020년 2월: 자유한국당 2020 총선 공약개발단 6정책조정위원회 복지·여가 공약 총괄 공동팀장
- 2020년 1월 ~ 2020년 2월: 자유한국당 우한 폐렴 대책 태스크포스 간사
- 2020년 2월 ~ 2020년 3월 : 제20대 국회의원 (비례대표/미래통합당)
- 2020년 2월 ~ 2020년 3월 : 미래통합당 인재영입위원회 위원
- 2020년 2월 ~ 2020년 3월 : 미래통합당 2020 총선 공약개발단 6정책조정위원회 복지·여가 공약 총괄 공동팀장
- 2020년 2월 ~ 2020년 3월 : 미래통합당 우한 폐렴 대책 태스크포스 간사
- 2020년 3월 ~ 2020년 5월 : 제20대 국회 코로나 19 대책 특별위원회 간사
- 2020년 3월 ~ 2020년 5월 : 제20대 국회 보건복지위원회 간사
- 2020년 3월 ~ 2020년 5월 : 제20대 국회의원 (비례대표/미래한국당)
- 법무법인(유한) 클라스 고문
- 2020년 8월 ~ 2020년 9월 : 미래통합당 코로나19 대책특별위원회 위원
- 2020년 9월: 국민의힘 코로나19 대책특별위원회 위원
- 2021년 2월 ~ 2021년 11월 : 국회 국민통합위원회 사회분과위원
- 2021년 8월 ~ 2021년 11월 : 국민의힘 윤석열 제20대 대통령 선거 예비후보 국민캠프 보건의료특별위원회 위원장
- 2021년 12월 ~ 2022년 1월: 국민의힘 살리는 선거대책위원회 직능총괄본부 직능지원단 식의약안전지원본부장
- 2022년 5월 26일 ~ 2022년 7월 4일: 보건복지부 장관 후보자

## 논란

### 살충제 계란파문 책임논란
살충제 계란 파문과 관련하여 국회에서 류영진 식약처장을 강하게 질타하였으나 과거 식약처장에 1년간 재임하였으며 박근혜 정부때부터 산란계 농장주들이 박근혜 정부에 '살충제 달걀' 문제에 대하여 호소하고 경고했었으나 해결을 하지 못한채 재임 1개월 된 류영진 식약처장을 질타한 것으로 알려져 논란이 되고있다. 그러나 김승희는 2016년 3월까지만 식약처에서 근무했고, 살충제 계란이 처음 발견된 것은 2016년 5월 농산물품질관리원에서 실시한 정기조사에서였기 때문에 김승희에게 책임을 묻기는 어렵다.

## 역대 선거 결과
| 실시년도 | 선거   | 대수 | 직책     | 선거구   | 정당     | 득표수       | 득표율          | 순위          | 당락 | 비고 |
| -------- | ------ | ---- | -------- | -------- | -------- | ------------ | --------------- | ------------- | ---- | ---- |
| 2016     | 총선   | 20대 | 국회의원 | 비례대표 | 새누리당 | 7,960,272 표 | \| \| 33.50% \| | 비례대표 11번 |      | 초선 |
|          | 33.50% |      |          |          |          |              |                 |               |      |      |

## 같이 보기
- 대한민국 제20대 국회의원 선거 새누리당 후보 목록#비례대표

## 수상
- 2010년 한국 로레알-유네스코 여성과학자상